# Prvonožina
Prvonožina – wieś w Chorwacji, w żupanii zagrzebskiej, w mieście Velika Gorica. W 2011 roku liczyła 42 mieszkańców.